# Cao Tấn Khổng
Cao Tấn Khổng (sinh 1958) là một chính khách Việt Nam.Ông nguyên là Phó Tổng Kiểm toán Nhà nước nhiệm kì từ năm 2008-2018,Trước khi giữ chức vụ này, ông là Đại biểu Quốc hội Việt Nam khóa XI, thuộc đoàn đại biểu Bến Tre, phó bí thư tỉnh ủy, Chủ tịch Ủy ban nhân dân tỉnh Bến Tre trong hai nhiệm kỳ liên tiếp từ 1999-2009.

## Khen thưởng
- Huân chương độc lập hạng nhì[2]
- Huy hiệu 30 năm tuổi Đảng[3]

## Kỷ luật
Ngày 24 tháng 4 năm 2007 Thủ tướng chính phủ đương nhiệm thời kỳ này là ông Nguyễn Tấn Dũng căn cứ theo kết luận của Ủy ban kiểm tra Trung ương đã ký ban hành quyết định kỉ luật ông Cao Tấn Khổng chủ tịch Ủy ban nhân dân tỉnh Bến Tre về việc ông Khổng đã không thực hiện theo đúng quy định khi cho con đi học nước ngoài.